# Zelów
Zelów es un municipio de Polonia, en el voivodato de Łódź y en el condado de Bełchatów. Se extiende por una área de 10,75 km², con 7 717 habitantes, según los censos de 2016, con una densidad de 717,9 hab/km².